# Rondanina
Rondanina (ligurisch Rondaninn-a) ist eine italienische Gemeinde in der Metropolitanstadt Genua mit 59 Einwohnern (Stand 31. Dezember 2023).

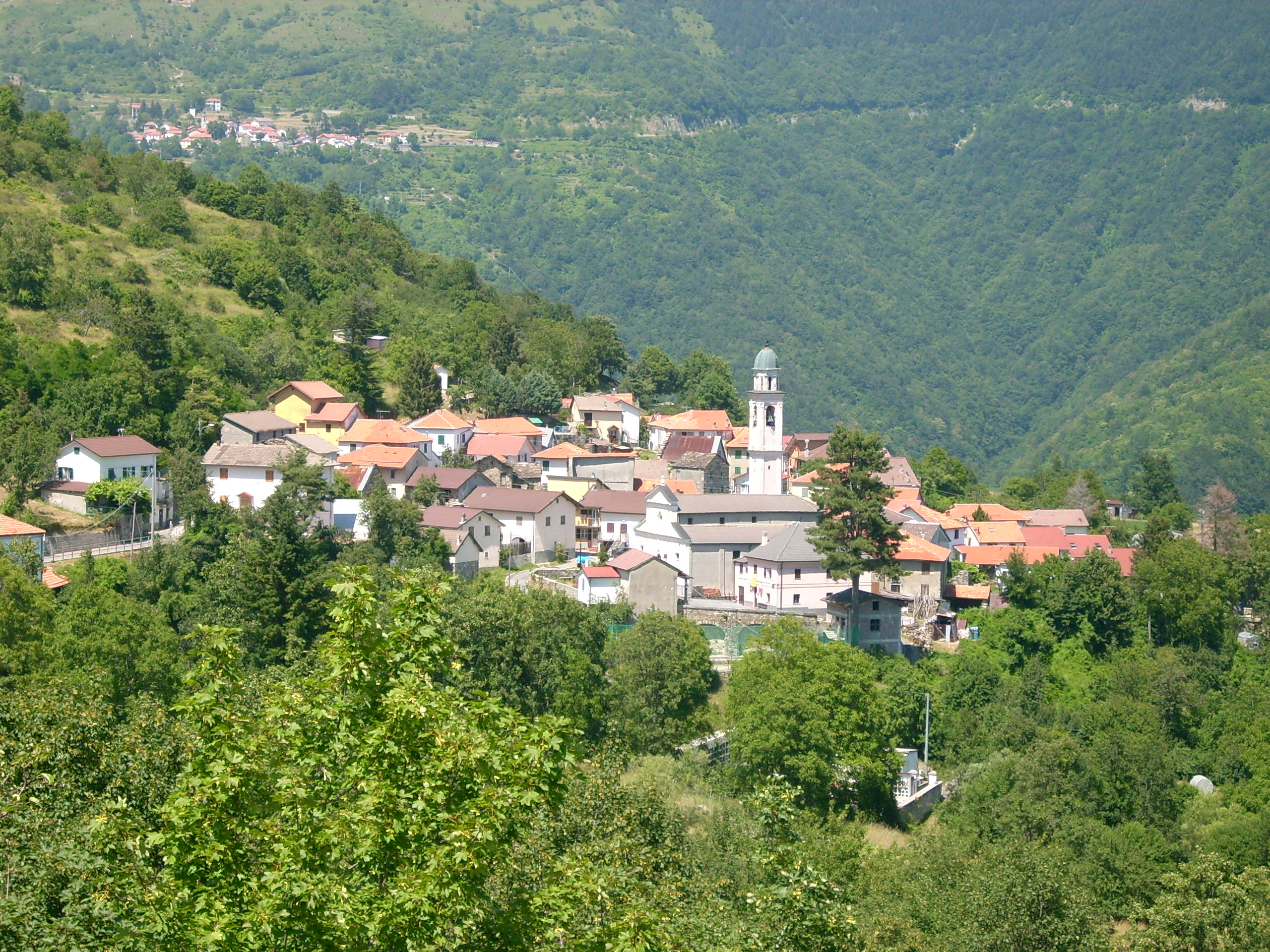
Rondanina

## Lage
Die Gemeinde befindet sich im Alta Val Trebbia an den Berghängen des Ligurischen Apennins. Die Ortschaft wird an der einen Seite durch den künstlich angelegten See Lago del Brugneto, auf der anderen Seite von dem Bach Cassigheno begrenzt. Die Entfernung Rondaninas zur ligurischen Hauptstadt Genua beträgt circa 51 Kilometer.
Zusammen mit sieben weiteren Kommunen bildet Rondanina die Comunità Montana Alta Val Trebbia. Außerdem gehört das Territorium der Gemeinde zum Parco naturale regionale dell’Antola (Regionaler Naturpark Antola).